# Tuva-Lisa och vindens son
Tuva-Lisa och vindens son utkom 1996 och är en roman av de svenska författarna Anders Jacobsson och Sören Olsson.

## Bokomslaget
Bokomslaget visar Tuva-Lisa som pussar-kysser en kille.

## Handling
Tuva-Lisa har börjat få bröst, men inte mens, men hon väntar. Hon väntar också på en kille. I föregående bok hade hon sett en kille sitta i parken och skriva dikter, och nu försöker hon hitta honom. Hon annonserar efter honom i tidningen, men de enda som svarar är några knäppgökar. 
Till slut hittar hon honom. Han heter Helmer, och är en försynt kille, som av sina jämnåriga anses vara lite udda. Det blir mer vänskap än kärlek mellan Tuva-Lisa och Helmer. Sedan försöker Tuva-Lisa para ihop Helmer med sin kompis Jessica, vilket leder till lögner, missförstånd och trassel.